# Гартенштайн (Баварія)
Гартенштайн (нім. Hartenstein) — громада в Німеччині, розташована в землі Баварія. Підпорядковується адміністративному округу Середня Франконія. Входить до складу району Нюрнбергер-Ланд. Складова частина об'єднання громад Фельден.
Площа — 24,76 км2. Населення становить 1463 ос. (станом на 31 грудня 2020).